# Península de Forillon

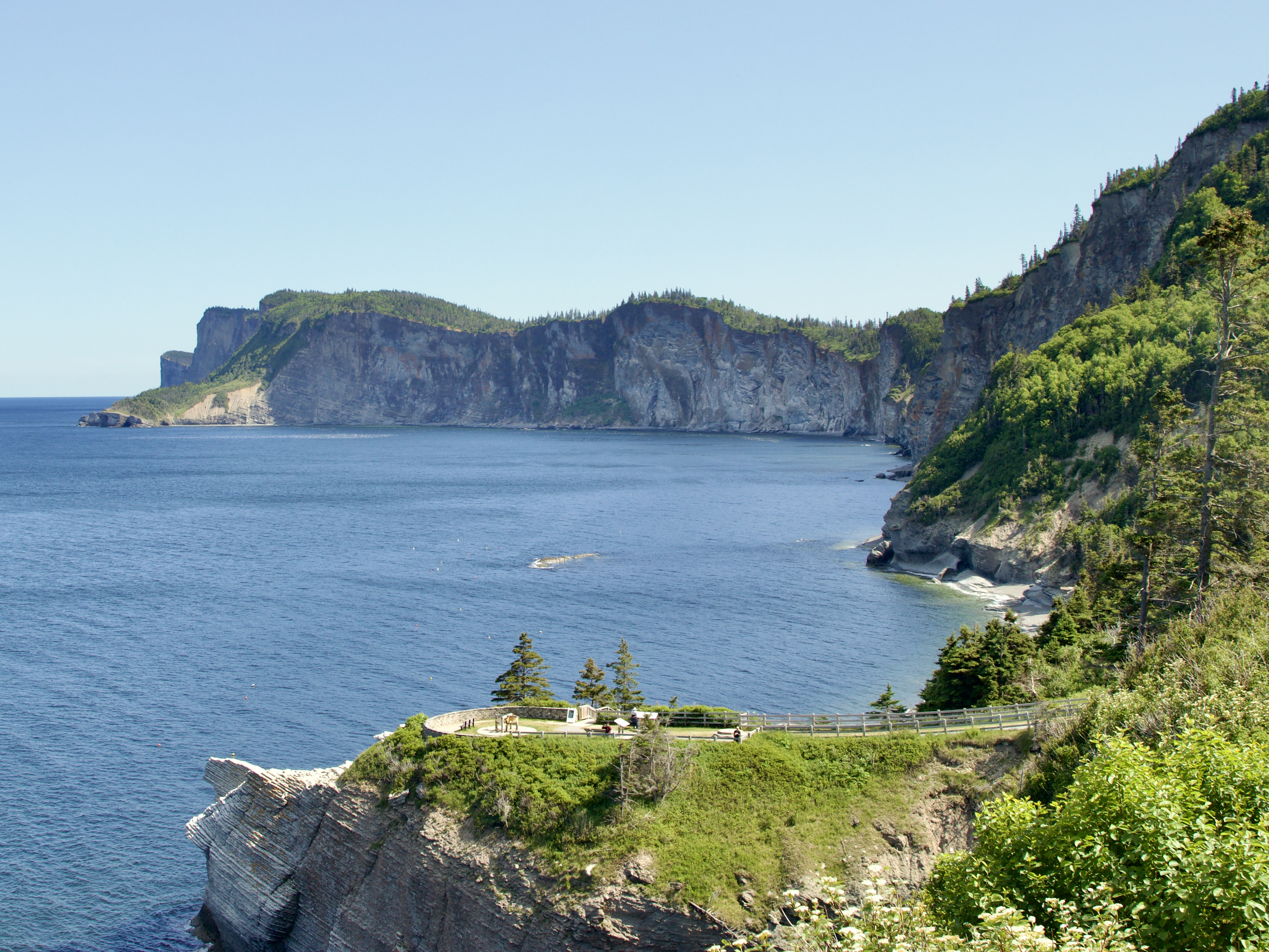
O cabo Gaspé fica no extremo da península

A Península de Forillon é uma península do sudeste do Quebec, Canadá, parte da península de Gaspé. O cabo Gaspé marca o seu extremo.
A península está incluída no Parque Nacional Forillon. A região é considerada como santuário de aves.